# Comuna Ratuș, Telenești
Comuna Ratuș este o comună din raionul Telenești, Republica Moldova. Este formată din satele Ratuș (sat-reședință), Mîndra, Sărătenii Noi, Zăicani și Zăicanii Noi.

## Demografie
Conform datelor recensământului din 2014, comuna are o populație de 1.743 de locuitori. La recensământul din 2004 erau 1.936 de locuitori.

## Administrație și politică
Componența Consiliului local Ratuș (11 consilieri), ales la 5 noiembrie 2023, este următoarea:
|  | Partid                                | Consilieri | Componență | Componență | Componență | Componență | Componență | Componență | Componență | Componență | Componență |
|  | ------------------------------------- | ---------- | ---------- | ---------- | ---------- | ---------- | ---------- | ---------- | ---------- | ---------- | ---------- |
|  | Partidul Acțiune și Solidaritate      | 9          |            |            |            |            |            |            |            |            |            |
|  | Partidul Liberal Democrat din Moldova | 2          |            |            |            |            |            |            |            |            |            |